# كيلي جورج
كيلي جورج (بالإنجليزية: Kelly George)‏ هي ضابطة أمريكية، ولدت في 10 سبتمبر 1982 في ميسيون فيجو في الولايات المتحدة.